# Traité de paix franco-algérien de 1719
Traité de paix franco-algérien de 1684 Traité de paix franco-algérien de 1801
Le traité de paix franco-algérien de 1719 entre la France et la Régence d'Alger, illustre les efforts continus des deux puissances pour gérer leurs relations dans un contexte de rivalités maritimes et commerciales. Bien que cet accord ait permis une période de stabilité relative, il n’a pas suffi à prévenir les conflits ultérieurs.

## Contexte historique
La Régence d'Alger jouait un rôle central dans la politique méditerranéenne, notamment par le contrôle des activités maritimes et commerciales en mer Méditerranée. De son côté, la France, puissance maritime montante, cherchait à sécuriser ses routes commerciales et à protéger ses navires des attaques en mer.
Entre le début du XVIIIe siècle et les premières décennies du XIXe siècle, la France et la Régence d'Alger ont entretenu des relations diplomatiques complexes, marquées par une série de traités de paix visant à réguler les tensions maritimes et commerciales en Méditerranée. Ces accords, souvent renouvelés, témoignent des efforts déployés par les deux puissances pour maintenir un équilibre fragile dans un contexte géopolitique en constante évolution,.

## Contenu du traité
Le traité de paix conclu entre les deux parties vise à instaurer des périodes de trêve et à définir les conditions de coexistence pacifique.
Le 7 décembre 1719, un traité de paix est signé à Alger entre le Royaume de France, représentée par Denis Dussault, envoyé extraordinaire et plénipotentiaire, assisté du sieur de Siennes, et la Régence d'Alger, représentée par le dey Mohamed Ben Hassan. Ce traité comprend 25 articles principaux et 3 articles additionnels, abordant des questions telles que la sécurité des navires, la libération des captifs et les modalités du commerce. Il est paraphé et cacheté par les représentants des deux parties. Au cours du XVIIIe siècle et du début du XIXe siècle, ce traité de paix a fait l'objet de plusieurs renouvellements et confirmations, reflétant les évolutions politiques, diplomatiques et commerciales entre les deux entités.
Les renouvellements et confirmations ont été effectués selon les modalités suivantes :
1. Un article additionnel est signé le 10 juin 1732 à Alger par Léon Delane, envoyé extraordinaire et plénipotentiaire du roi de France, et Mirmiran Ardy ben Mohammed, alors Dey de la Régence. Cet acte complète les dispositions du traité de 1719.
2. Un nouveau traité de paix, comprenant sept articles, est conclu le 16 janvier 1764 par Louis de Fabry, chevalier de Fabry, capitaine de vaisseau et envoyé extraordinaire de la France, avec le Dey Baba Ali Bou Sebaa, en présence de trois hauts responsables algérois, dont Omar ben Mustapha. Il vise à réaffirmer les engagements mutuels dans un contexte de reprise des tensions maritimes.
3. Le marquis de Baudot de Sainneville, représentant du roi de France, négocie et signe le 29 mars 1790 un renouvellement du traité avec Mohamed Ben Othmane, Dey d’Alger. Ce renouvellement s’inscrit dans une période de transition diplomatique précédant la Révolution française.
4. Mustapha ben Brahim, Dey de la Régence, confirme à son tour le renouvellement du traité le 15 mai 1798, dans un contexte marqué par les bouleversements de la Révolution française et la réorganisation des représentations diplomatiques.
5. Une nouvelle confirmation du traité est enregistrée le 31 août 1805 sous le règne du dey Ahmed ibn Ali Pacha, poursuivant la politique de stabilité dans les relations avec la France napoléonienne.
6. Le Dey Ali ben Mohamed réaffirme le 7 novembre 1808 les engagements diplomatiques en confirmant les termes du traité existant.
7. Le Dey Hadj Ali procède à une nouvelle confirmation du traité le 9 juillet 1814, à une période où la France connaît la restauration monarchique après la chute de l’Empire.
8. Hadj Mohammed, successeur à la tête de la Régence d'Alger, confirme le 27 mai 1815 les accords existants à la veille des Cent-Jours de Napoléon Ier.
9. La dernière confirmation connue de ces engagements est effectuée le 14 mars 1817 par le dey Omar ben Mohammed, marquant la continuité de la politique diplomatique de la Régence à l’égard de la France jusqu’à la veille de la conquête française.

Ces renouvellements réguliers reflètent la volonté des deux parties de maintenir des relations stables malgré les tensions récurrentes.